# هانس ماير (كيميائي)
هانس ماير (بالألمانية: Hans Leopold Meyer)‏ (و. 1871 – 1942 م) هو كيميائي، وأستاذ جامعي، من النمسا، ولد في فيينا، وكان عضوًا في الأكاديمية الألمانية للعلوم ليوبولدينا، توفي عن عمر يناهز 71 عاماً.

## مناصب وهيئات
أدار جامعة تشارلز في براغ.

## جوائز
حصل على جوائز منها:
- جائزة ليبن.